# Le Bulletin de l'opinion publique russe
 (avril 2022).
Si vous disposez d'ouvrages ou d'articles de référence ou si vous connaissez des sites web de qualité traitant du thème abordé ici, merci de compléter l'article en donnant les références utiles à sa vérifiabilité et en les liant à la section « Notes et références ».
Le Bulletin de l’opinion publique russe (russe: Вестник Общественного Мнения) est la revue sociologique russe publiée par le Centre analytique Levada (Centre Levada). De 1993 à août 2003 la revue s'appelait Le Moniteur de l’opinion publique  (russe : «Мониторинг общественного мнения»).

## Description
Une partie de Bulletin est constituée par des résultats de l'étude des changements sociaux et économiques, qui se basent sur des recherches et des sondages d'opinion faits par le Centre Levada. Ce programme est né grâce à un groupe de sociologues sous la direction de l’académicien Tatiana Zaslavskaïa en 1992 – 1993.
Des recherches plus détaillées sont également publiées, parmi lesquelles Potentialité de protestation (depuis 1993), Attitude envers les reformes économiques (depuis 1994), Indicateurs de l’optimisme (depuis 1994), Confiance envers les leaders politiques (depuis 2000) et beaucoup d’autres.
La revue comprend des essais, dans lesquels les auteurs décrivent et analysent les résultats des différents projets. De plus, chaque numéro de la revue comporte une partie tabulaire, qui illustre les publications des études. Les données des certaines recherches publiées dans le passé sont republiées avec des indicateurs pour leur validité actuelle. Quelques pages de la revue sont consacrées aux statistiques, aux articles théoriques, aux discussions et aux matérieux analytiques.
L’autre partie de la revue comprend des articles scientifiques consacrés aux aspects principaux de la société russe. Les articles écrits par Iouri Levada ont été constamment publiés dans cette revue et leur idée générale était souvent celle de « l’Homme soviétique » («Homo Soveticus»), un sujet d'étude important pour le Centre Levada. 
La revue est publiée par le Centre Levada en collaboration avec le Centre académique interdisciplinaire (Russe : ИНТЕРЦЕНТР).
Lev Goudkov, Boris Doubine, Alexeï Levinson, Marina Krasilnikova et les autres employés du Centre publient régulièrement les articles dans la revue. Les sociologues et les politistes russes les plus importants dont les articles apparaissent constamment dans la revue, incluent Boris Grouchine, Igor Kon, Tatiana Vorojeïkina et autres.
En automne 2008, Le Bulletin de l’opinion publique russe a reçu le prix de la foire aux livres à Krasnoïarsk pour « sa contribution considérable au développement de l’industrie du livre en Sibérie ».

## Équipe rédactionnelle

### Rédacteur en chef
- De 2003 jusqu’au 2006 – Iouri Levada (1930 - 2006)
- De 2006 jusqu’aujourd’hui – Lev Goudkov

### Comité éditorial
- T. Zaslavskaïa
- A.Aganbegian
- A. Vichnevski
- T. Vorojeïkina
- B. Grouchine (1929—2007)
- L. Drobijeva
- O. Latsis  (1934—2005)
- Iou. Levada (1930—2006)
- N. Rimachevskaïa
- T. Chanine
- V. Iadov
- Ie. Iasine